# (20397) 1998 MR35
A (20397) 1998 MR35 a Naprendszer kisbolygóövében található aszteroida. A LINEAR projekt keretében fedezték fel 1998. június 24-én.